# Wolfsland: Die traurigen Schwestern
Die traurigen Schwestern ist ein deutscher Fernsehfilm von Hannu Salonen aus dem Jahr 2021. Es handelt sich um den 10. Filmbeitrag der ARD-Kriminalfilmreihe Wolfsland.

## Handlung
Der junge Polizeiobermeister Justus Raaben wird auf dem Parkplatz am Berzdorfer See tot aufgefunden. Die erste Obduktion ergibt, dass Raaben mehrfach von einem Auto überfahren wurde. Viola Delbrück nimmt die Ermittlungen auf. Burkhard 'Butsch' Schulz ist seit einem Schusswechsel vor zwei Monaten auf den Rollstuhl bzw. Gehhilfen angewiesen und hat auch überhaupt keine Lust, wieder zur Arbeit zurückzukehren, was er der Kollegin bei jeder Gelegenheit deutlich macht. (Natürlich ist ihr das egal.)
Die erste Spur führt in Junkie-Kreise, da der Parkplatz ein Treff dieser Szene ist. Fingerabdrücke in Tatortnähe führen zu Oskar Liebig, der zwar zugibt dort gewesen zu sein, aber der Polizist sei bereits tot gewesen, er hätte aber einen blauen Kombi gesehen. Als Viola Delbrück sich in Raabens Wohnung umsehen will, findet sie dort dessen Freundin Rosa Stoltze. Sie bringt die junge Frau zu deren Elternhaus und will sie am nächsten Tag dort noch einmal befragen. Harald Stoltze berichtet jedoch, dass sie nicht hier wäre und sich seit einiger Zeit von der Familie zurückgezogen hätte. Der alleinerziehende Vater betreut Rosas Schwestern Anna und Kordula, die beide im Rollstuhl sitzen. Sie sind sehr schweigsam und auch das Haus macht einen düsteren Eindruck. Trotzdem empfindet Stoltze seine Kinder als einen Segen.
Die Ermittlungen führen Delbrück erneut zum Haus der Stoltzes, denn sie besitzen einen blauen Volvo-Kombi. Rosa Stoltze hatte ihn am Vortag als gestohlen gemeldet, doch wird er schon bald verlassen im Wald gefunden. Delbrück versucht über die Schwestern Rosa zu finden und kommt so dahinter, dass die Mädchen gar nicht krank sind, sondern sich nur ihrem Vater zuliebe auf den Betrug eingelassen haben. Sie verspricht den Mädchen ihnen zu helfen, sobald der Mord aufgeklärt wäre.
Butsch spricht derweil mit dem Arzt, der die Kinder behandelt. Er gibt an, seinem alten Freund Stoltze nur helfen zu wollen, weil dieser nach dem Tod seiner Frau jeglichen Halt verloren und durch die Pflege seiner Töchter einen Lebensinhalt gefunden hätte.
Delbrück wird von Harald Stoltze überrascht, der sie überwältigt und im Keller ankettet. Hier trifft sie auf Rosa, die ebenfalls im Keller eingesperrt wurde. Sie berichtet ihr, was wirklich in jener Nacht geschehen war: sie hatte ihren Schwestern das Fahren mit dem Auto beigebracht, damit sie auch mal „raus“ konnten, was sie stets nachts und heimlich taten. Als sie Justus auf dem Parkplatz begegnet waren, hatten sie Angst bekommen und ihn vor Schreck umgefahren. Kordula, die am Steuer saß, wollte nur weg und hatte dann versehentlich den Rückwärtsgang eingelegt, sodass sie den Polizisten überfahren hatte. Ihr Vater hätte mit all dem gar nichts zu tun. Delbrück versucht Harald Stoltze zu überzeugen, dass er wegen des Mordes nichts zu befürchten hätte, da seine Tochter strafunmündig wäre. Doch er sieht sich und sein Lügenkonstrukt am Ende und bereitet einen erweiterten Suizid vor (Verharmlosung!) den Mord an seinen drei Töchtern sowie seinen Suizid vor. Mithilfe der Mädchen, die Angst bekommen und leben wollen und Butsch, der schon seit Stunden nach seiner Kollegin sucht, können sie aus dem Haus fliehen, bevor erste Explosionen eintreten. Harald Stoltze kommt jedoch ums Leben.

## Nebenhandlung
Kommissar Schulz hat nach seinem Dienstunfall Probleme, in den Alltag zurückzufinden.
Viola Delbrück, die einen Mann erschießen musste, um ihren Kollegen zu retten, ist von dem Vorfall traumatisiert und befindet sich in psychologischer Betreuung. Diese Sitzungen wühlen Delbrück sehr auf und sie muss sich eingestehen, auf ihren mürrischen Kollegen nicht verzichten zu können, weil sie beide schon zu viel miteinander erlebt hatten. Daher ist sie sehr froh, als er am Ende ihres aktuellen Falls wieder „ganz der Alte“ ist.

## Hintergrund
Die Dreharbeiten für Die traurigen Schwestern erstreckten sich unter den vorgegebenen Corona-Arbeitsschutzauflagen vom 28. Oktober 2020 bis zum 26. November 2020 und fanden in Görlitz und Umgebung statt. Der Regisseur Hannu Salonen besetzte seine Töchter Lilli Salonen und Elli Iida Salonen als junge Stoltze-Schwestern.

## Rezeption

### Kritik
Tilmann P. Gangloff wertete für Tittelbach.tv: „Die Suche nach dem wahren Täter ist das Hauptthema des Films, aber fast noch interessanter ist eine zweite Ebene.“ „Wirklich sehenswert aber wird ‚Die traurigen Schwestern‘, als die drei Titelfiguren ins Spiel kommen, selbst wenn sie zunächst bloß am Rande mitwirken.“ „Die Mädchen haben mit ihrer besonderen Ausstrahlung großen Anteil daran, dass die Szenen im Haus der Stoltzes zu den fesselndsten des Films gehören; und das nicht erst zum dramatischen Finale. Salonens Inszenierung lässt eine faszinierende Aura entstehen, die bereits beim ersten Besuch Delbrücks den Verdacht erweckt, diese Familie könnte ein düsteres Geheimnis hüten, das weit über den eigentlichen Fall hinausgeht.“
Die Kritiker der Fernsehzeitschrift TV Spielfilm vergaben die bestmögliche Wertung (Daumen nach oben) und konstatierten: „Schubert und Catterfeld sind ein wirklich starkes Team!“.
Oliver Armknecht von film-rezensionen.de meinte: „‚Die traurigen Schwestern‘ beginnt mit einem Polizistenmord und führt später zu einer Familie, in der alle krank sind. Hört sich mysteriös an, ist aber vielmehr abwechselnd lächerlich und langweilig. Da die Figuren erneut eine Zumutung sind, gibt es keinen plausiblen Grund, sich diese Ermittlungen freiwillig antun zu wollen.“
Franziska Wenzlick schrieb bei prisma.de: „Im zehnten und höchst vertrackten ‚Wolfsland‘-Teil […] wird es düster in Görlitz. Nachdem Butsch und Viola einem perfiden Betrug auf die Schliche gekommen sind, beginnt das Unheil seinen Lauf zu nehmen: Überzeugt davon, die Wahrheit zu kennen und den jungen Mädchen helfen zu können, schwebt Kessie bereits kurze Zeit später selbst in Lebensgefahr. Nachdem es zuletzt noch Viola gewesen ist, die Butsch das Leben rettete, wendet sich das Blatt nun wieder, und der noch auf Krücken angewiesene Kommissar muss seiner Kollegin in einem durch und durch nervenaufreibenden Finale aus der Klemme helfen.“
Evangelisch.de kam zu der Erkenntnis, dass die der Film in den Darstellern „den entsprechenden Szenen sogar eine grimmige Heiterkeit ab[gewinnt], wenn Schulz frustriert die Gehhilfe von sich wirft, ohne die Stütze jedoch hilflos ist und prompt drüber stolpert. Beiläufiger Humor ist ohnehin eine Zutat, die dem Film gut tut, sei es als sarkastische Notiz, die Schulz der Kollegin hinterlässt (‚Bin joggen‘), oder im denkbar knappen und von Elli Salonen bemerkenswert trocken vorgetragenen Dialog zwischen dem Polizisten und der jüngsten Schwester. Beide sitzen im Rollstuhl. Er erzählt, er sei angeschossen worden, aber: ‚wird wieder‘. Sie: ‚Krank. Wird nicht wieder.‘“

### Einschaltquoten
Bei der Erstausstrahlung von Wolfsland: Die traurigen Schwestern am 9. Dezember 2021 verfolgten in Deutschland insgesamt 5,81 Millionen Zuschauer die Filmhandlung, was einem Marktanteil von 20,2 Prozent für Das Erste entsprach. In der als Hauptzielgruppe für Fernsehwerbung deklarierten Altersgruppe von 14–49 Jahren erreichte Die traurigen Schwestern 0,62 Millionen Zuschauer und damit einen Marktanteil von 9,3 Prozent in dieser Altersgruppe.